# Dom Quixote (ópera)

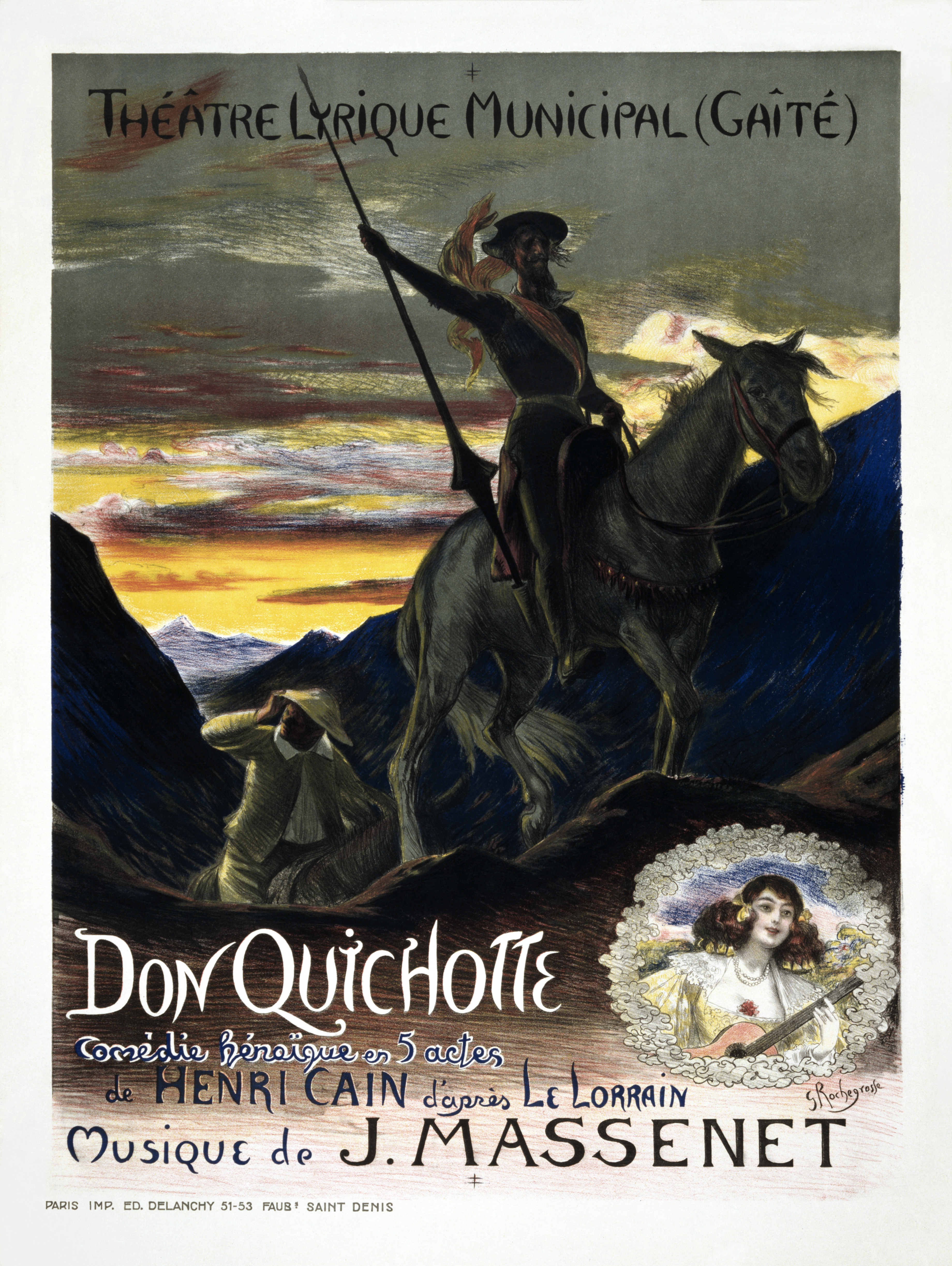
Pôster de Georges Rochegrosse para Don Quichotte, de Jules Massenet

Dom Quixote é uma ópera da autoria do compositor francês Jules Massenet (1842-1912), com libreto de Henri Caïn. Foi estreada em Monte Carlo em 19 de fevereiro de 1910.